# شادی اوکادا
شادی اوکادا (انگلیسی: Shady Oukhadda؛ زادهٔ ۱۷ ژانویهٔ ۱۹۹۹) بازیکن فوتبال است.
از باشگاه‌هایی که در آن بازی کرده‌است می‌توان به باشگاه فوتبال روبور سیه‌نا اشاره کرد.
وی همچنین در تیم‌های ملی فوتبال زیر ۱۷ سال مراکش و زیر ۲۰ سال مراکش بازی کرده‌است.